# Strefa wolna od ideologii LGBT
Strefa wolna od ideologii LGBT, także strefa wolna od LGBT – obszar w Polsce, objęty uchwałą organu samorządu terytorialnego deklarującą, że jest to teren wolny od tzw. ideologii LGBT. W szerszym znaczeniu jest to obszar objęty jedną z uchwał anty-LGBT, która przez część źródeł jest wprost określana jako homofobiczna, m.in.: lobbowaną przez Ordo Iuris Samorządową Kartą Praw Rodzin czy Rezolucją przeciwko „ideologii LGBT” oraz innymi deklaracjami wprost lub pośrednio wykluczającymi osoby LGBT i ich rodziny.
Oponenci uchwał w sprawie stref wolnych od LGBT twierdzą, że są one próbą stygmatyzacji, wykluczenia członków społeczności LGBT oraz nie chronią ich rodzin. Zwolennicy twierdzą natomiast, że uchwały nie uderzają w ludzi, lecz są jedynie wyrazem sprzeciwu wobec tzw. ideologii LGBT, która ma w ich opinii dążyć do zniszczenia ich wartości, takich jak tradycyjna rodzina, którą w ich rozumieniu jest tylko związek kobiety i mężczyzny.
Niezależnie od odbioru społecznego działań samorządów, w przypadku uchwał przeciwko ideologii LGBT polskie sądy administracyjne uznały, że ingerują one w godność i życie prywatne tej grupy mieszkańców, które identyfikują się jako osoby LGBT, wskazując przy tym, że niezależnie jakie były intencje radnych, społecznym skutkiem uchwały jest naruszenie godności, czci i dobrego imienia oraz ściśle związanego z tymi dobrami życia prywatnego określonej grupy mieszkańców”.
Uchwały przeciwko ideologii LGBT zostały uznane przez polskie sądy za mające charakter normatywny, uważane są jednak przede wszystkim za symboliczne. Wybrane źródła wskazują, że nadały one homofobii oficjalny status i radni samorządów interpretują ją jako podstawę homofobicznej dyskryminacji lub też zatrzymania inicjatyw mających na celu zaadresowanie problemu homofobii i dyskryminacji mniejszości. Parlament Europejski w rezolucji stwierdził, że utworzenie stref wolnych od LGBTI, nawet jeśli nie polega na wprowadzaniu fizycznych barier, stanowi środek skrajnie dyskryminujący, który ogranicza przysługującą obywatelom UE swobodę przemieszczania się.
W styczniu 2020 łącznie regiony, w których przyjęto Samorządową Kartę Praw Rodzin bądź uchwałę ustanawiającą strefę wolną od LGBT zajmowały ponad 30% obszaru Polski. Do 24 kwietnia 2025 roku wszystkie uchwały anty-LGBT i wszystkie Samorządowe Karty Praw Rodzin zostały wycofane lub unieważnione wyrokiem sądu. Jako ostatnia została wycofana Samorządowa Karta Praw Rodzin znajdująca się w powiecie łańcuckim.

## Kontekst

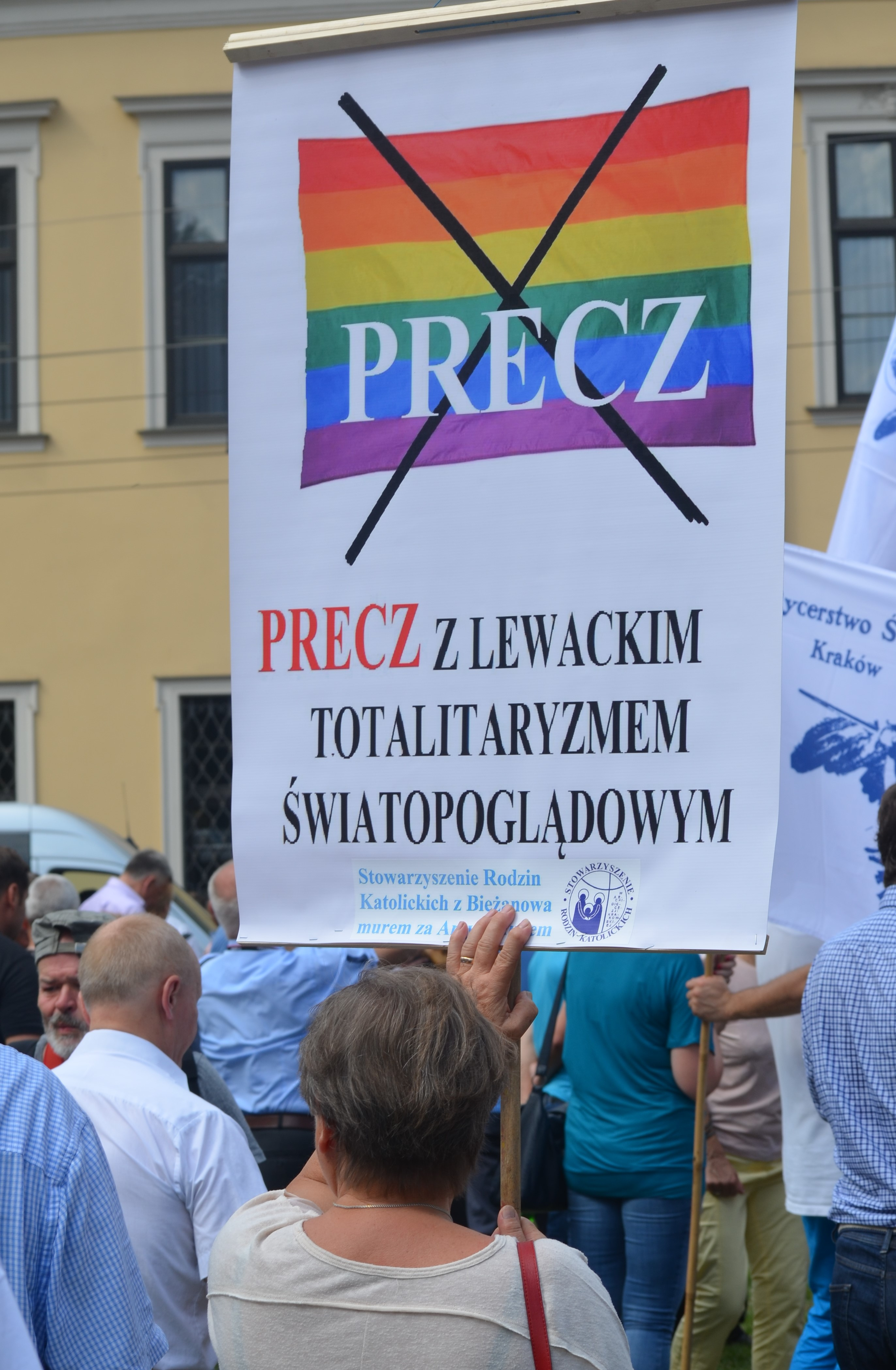
Demonstracja poparcia dla arcybiskupa Marka Jędraszewskiego, który wypowiadał się na temat „ideologii LGBT”, 10 sierpnia 2019

W lutym 2019 prezydent Warszawy Rafał Trzaskowski podpisał deklarację popierającą poszanowanie praw osób LGBTQ oraz zapowiedział, że zamierza stosować się do wytycznych Światowej Organizacji Zdrowia i włączyć tematykę LGBT do szkolnych programów edukacji seksualnej w Warszawie. Prezes partii PiS Jarosław Kaczyński odpowiedział na tę deklarację, nazywając prawa LGBT „importem”, który zagraża Polsce. Deklaracje „stref wolnych od ideologii LGBT” są uważane za reakcję na deklarację warszawską. Inni politycy partii takich jak Prawo i Sprawiedliwość czy Konfederacja wyrazili sprzeciw wobec programu edukacji seksualnej, twierdząc, że będzie on służył „seksualizacji dzieci”. Analizując termin „seksualizacja dzieci”, Katarzyna Kłosińska i Michał Rusinek wskazują, że słowo „seksualizacja” nie występuje w polszczyźnie ogólnej i że stosowane jest jako straszak.
Według zwolenników stref wolnych od ideologii LGBT są one deklaracjami, mającymi wyrazić sprzeciw wobec „promocji i afirmacji” tzw. ideologii LGBT lub ideologii ruchów LGBT. Kontrowersje wśród tej grupy osób wzbudziło przyjęcie w Warszawie Deklaracji LGBT+ w której pojawił się punkt o wprowadzeniu w szkołach edukacji opartej na wytycznych Światowej Organizacji Zdrowia (WHO) Standardy Edukacji Seksualnej WHO a szczególnie zawarta w nich matryca wiekowa także budziła kontrowersje. Rzecznik Praw Dziecka Mikołaj Pawlak skierował do prezydenta Warszawy Rafała Trzaskowskiego pytania dotyczące deklaracji i stwierdził, że standardy WHO niosą ze sobą stwierdzenia, które są wątpliwe dla wielu rodziców. Prezydent Warszawy Rafał Trzaskowski w odpowiedzi na krytykę powiedział, że zajęcia w szkołach zgodnie z tekstem podpisanej deklaracji będą dobrowolne a rodzice będą mogli się na nie zgodzić bądź nie.
Innym programem, który wzbudził kontrowersje wśród osób o poglądach prawicowo-konserwatywnych i niektórych stowarzyszeń rodzicielskich był gdański program Zdrovve Love. Kontrowersje wzbudzały zarówno wydawane broszury programu, jak i jego przyjęcie w Gdańsku w lutym 2018. W lutym 2020 kilkanaścioro gdańskich licealistów wzięło udział w proteście przeciwko programowi, a jedno ze stowarzyszeń rodziców w Gdańsku stwierdziło, że jest to próba indoktrynacji i zachęcenia dzieci do uprawiania seksu. Kontrowersje wywołało wiele punktów programu, który, według konserwatystów, otwarcie zachęca młodzież do podejmowania aktów seksualnych, także między osobami tej samej płci. Zwolennicy uchwał w sprawie stref wolnych od LGBT argumentują, że deklaracje mają być sprzeciwem wobec niektórych tego rodzaju programów tzw. ideologii LGBT i służyć promowaniu chrześcijańsko-tradycjonalistycznych wartości.
Z kolei według oponentów uchwał anty-LGBT oraz wielu źródeł zagranicznych, takich jak „The Daily Telegraph” konserwatywny establishment obawia się liberalnej transformacji, która może zburzyć władzę Kościoła katolickiego w Polsce w sposób podobny do transformacji związanej z Kościołem irlandzkim. Według gazety spadająca frekwencja w Kościele, nasilająca się sekularyzacja i skandale związane z wykorzystywaniem seksualnym wywierają presję na środowisko konserwatywne. W maju 2019 polska policja aresztowała aktywistkę na rzecz praw obywatelskich Elżbietę Podleśną za wywieszenie plakatów przedstawiających Obraz Matki Boskiej Częstochowskiej z aureolą pomalowaną na tęczowe kolory, pod zarzutem obrażania uczuć religijnych, co jest w Polsce nielegalne. Także w maju, dwa tygodnie przed wyborami do Parlamentu Europejskiego w 2019, w Internecie ukazał się dokument o wykorzystywaniu seksualnym dzieci w Kościele. Według Balkan Insight dokument ten mógł zaszkodzić nastawionemu na Kościół elektoratowi PiS, co skłoniło prezesa PiS-u Kaczyńskiego do ostrej wypowiedzi na temat narodu polskiego i dzieci jako atakowanych przez zboczone obce idee, co z kolei doprowadziło konserwatywnych wyborców do mobilizacji poparcia dla PiS-u. Według badaczki feministycznej Agnieszki Graff, „atak na osoby LGBT został wywołany przez Deklarację Warszawską, ale to była tylko mile widziana wymówka”, ponieważ PiS starał się pobudzić wiejską tradycyjną społeczność i potrzebował kozła ofiarnego na miejsce imigrantów.
W sierpniu 2019 arcybiskup Krakowa Marek Jędraszewski powiedział, że „ideologia LGBT” jest jak „tęczowa zaraza” w kazaniu upamiętniającym powstanie warszawskie. Wkrótce potem, w jednym z poznańskich nocnych klubów, drag queen symulowała jego morderstwo na scenie. Prokuratura odmówiła wszczęcia śledztwa w sprawie wypowiedzi arcybiskupa. Po złożeniu przez osobę prywatną pozwu do sądu przeciw Markowi Jędraszewskiemu, o naruszenie ww. słowami dóbr osobistych, Sąd Okręgowy w Krakowie w grudniu 2020 oddalił pozew, stwierdzając w uzasadnieniu, iż wypowiedź arcybiskupa mieści się „w granicach dopuszczalnej obrony wiary” oraz powołał się na Konkordat z 1993 roku, który, zdaniem SO w Krakowie, „zezwala duchownym na używanie nawet ostrych sformułowań”. Ponadto, sąd stwierdził, iż „Arcybiskup Marek Jędraszewski, mówiąc o „tęczowej zarazie”, działał w szeroko pojętym interesie społecznym”. Takie uzasadnienie wyroku wywołało kontrowersje w środowisku prawniczym – w mediach pojawiły się zarzuty podważające bezstronność sądu w tej sprawie, a także o sądową aprobatę homofobii.
Na stan obecny w lutym 2020, osoby LGBT nie są chronione prawnie przed wykluczeniem, jak również przestępcami nienawiści lub naruszeniem ich dóbr osobistych, w przeciwieństwie do mniejszości etnicznych i grup wyznaniowych, co jest uznawane za jeden z powodów rozprzestrzeniania się deklaracji.

### Naklejki

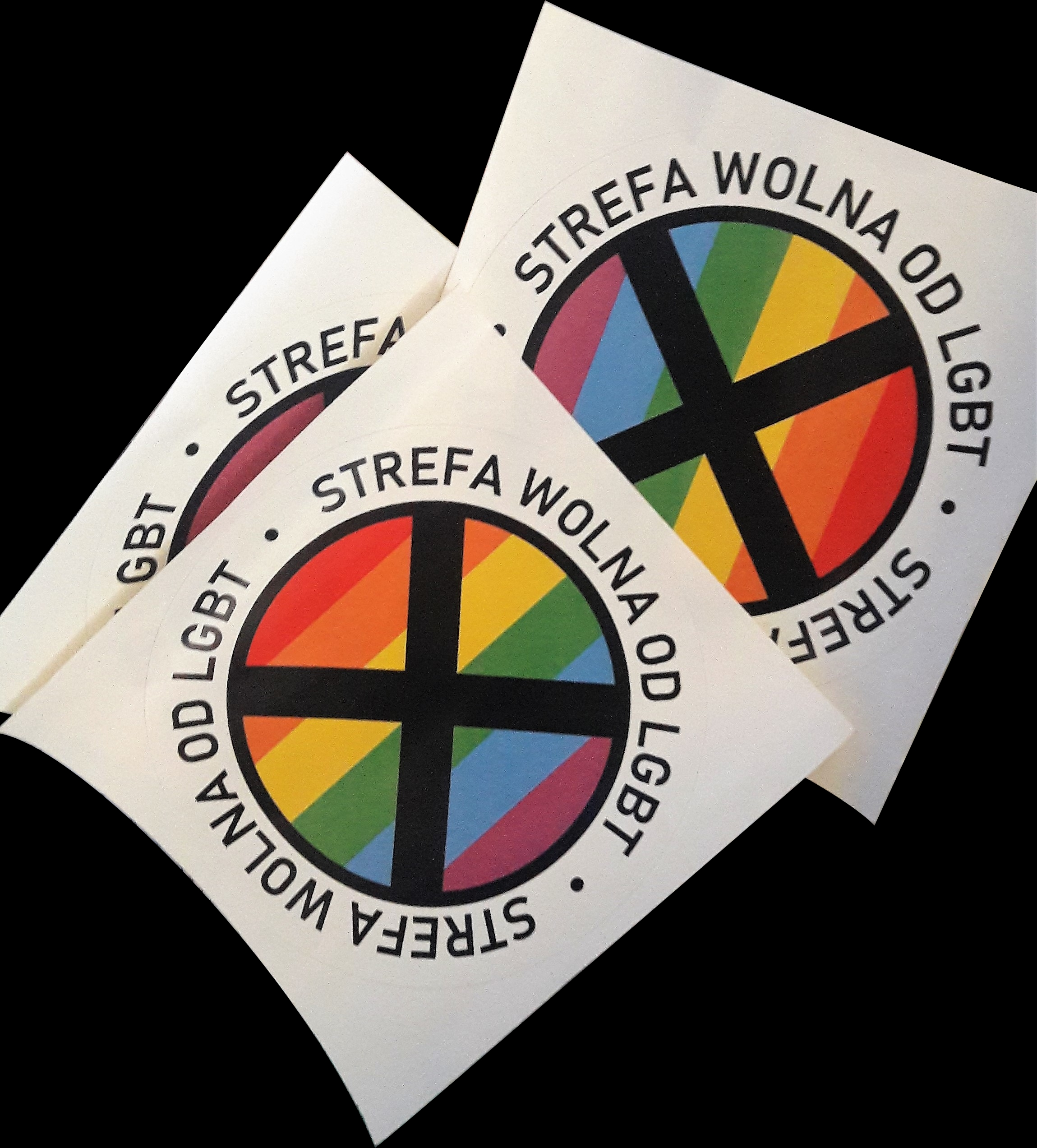
Naklejki Strefa Wolna od LGBT dystrybuowane przez „Gazetę Polską”.

24 lipca 2019 konserwatywna „Gazeta Polska” wydała naklejki „Strefa wolna od LGBT”. Potępili je dyplomaci akredytowani w Warszawie i wielu polityków polskiej opozycji. Ambasadorka USA w Polsce Georgette Mosbacher napisała: „Jestem rozczarowana i zaniepokojona, że niektóre grupy używają naklejek w celu promowania nienawiści i nietolerancji”. Na krytykę redaktor naczelny Gazety Polskiej Tomasz Sakiewicz odpowiedział: „to, co się dzieje, jest najlepszym dowodem na to, że LGBT to ideologia totalitarna”.
Sąd Okręgowy w Warszawie, rozpatrując wniosek o zabezpieczenie w sprawie z powództwa Bartosza Staszewskiego przeciwko Gazecie Polskiej, nakazał wstrzymanie dystrybucji naklejek do czasu rozpatrzenia sprawy przez sąd (w sprawie pełnomocniczką była Sylwia Gregorczyk-Abram). Jednak redaktor gazety nie zgodził się z orzeczeniem, twierdząc, że są to „fake news” i cenzura oraz że gazeta będzie kontynuować dystrybucję naklejek. Dodał również, że: „jeżeli gdzieś specjalnie będą chować gazetę lub naklejkę zgłoszą sprawę do prokuratury”. Gazeta kontynuowała dystrybucję naklejek, jednak zmodyfikowała naklejkę tak, aby brzmiała ona „Strefa wolna od ideologii LGBT”. Tygodnik nie wycofał także ze sprzedaży edycji zawierających pierwszą wersję naklejki.
W lipcu polska sieć sklepów Empik odmówiła dystrybucji „Gazety Polskiej” po jej wydaniu z naklejkami. Również sieć stacji benzynowych BP zadeklarowała wycofanie „Gazety Polskiej” ze sprzedaży. Natomiast Newsweek i Kampania przeciw Homofobii dystrybuowali swoje wersje naklejek z napisem „Strefa wolna od nienawiści”, a ASZdziennik przygotował naklejki z napisem „strefa wolna od stref wolnych”.

### Demonstracje
W Rzeszowie, po złożeniu przez aktywistów LGBT wniosku o przeprowadzenie parady równości, radni PiS przygotowali projekt uchwały o uczynieniu Rzeszowa strefą wolną od LGBT i zakazania tego wydarzenia. Do władz miasta wpłynęło 29 wniosków o kontrdemonstracje, w wyniku czego wywodzący się z opozycyjnego Sojuszu Lewicy Demokratycznej prezydent miasta Tadeusz Ferenc zakazał marszu ze względów bezpieczeństwa. Zakaz ten został następnie uchylony orzeczeniem sądu. Projekt stanowiska przedstawiony przez PiS został odrzucony dwoma głosami.
Po burzliwych wydarzeniach podczas pierwszego marszu równości w Białymstoku i nalepkach „Gazety Polskiej” odbyła się w Gdańsku 23 lipca 2019 demonstracja tolerancji pod hasłem „strefa wolna od stref”. W Szczecinie i Łodzi odbyły się demonstracje pod hasłem „Strefa wolna od nienawiści”.
W marcu 2020 w Berlinie odbyła się również demonstracja przeciwko „Strefom bez LGBT” w Polsce.

## Lista jednostek samorządowych, w których przyjęto uchwały, deklaracje lub stanowiska dotyczące „ideologii LGBT”
Do 30 września 2019 różnego rodzaju uchwały, deklaracje i stanowiska dotyczące „ideologii LGBT” przyjęły: 24 gminy, 18 powiatów oraz 4 województwa. Większość z nich znajduje się w historycznie konserwatywnej południowo-wschodniej części kraju.

### Województwa
1. województwo lubelskie[91] (unieważniona 9 maja 2022 przez WSA)[92]
2. województwo małopolskie[93] (wycofana 27 września 2021)[94]
3. województwo podkarpackie[95] (wycofana 27 września 2021)[96]
4. województwo świętokrzyskie[97] (wycofana 22 września 2021)[98][99]

### Powiaty
1. Powiat białostocki[100] (wycofana 17 marca 2023)[101]
2. Powiat bielski (woj. śląskie)[102] (wycofana 25 maja 2023)[103]
3. Powiat jarosławski[104] (wycofana 31 marca 2023)[105]
4. Powiat kielecki[106] (wycofana 8 sierpnia 2023)[107][108][a]
5. Powiat kolbuszowski[109] (wycofana 26 stycznia 2023)[110]
6. Powiat krasnostawski[111] (wycofana 29 listopada 2021)[112]
7. Powiat kraśnicki[113] (wycofana 26 kwietnia 2023)[114]
8. Powiat leski[115] (wycofana 5 kwietnia 2023)[116]
9. Powiat lubaczowski[117] (unieważniona 28 października 2021)[118]
10. Powiat lubelski[119] (wycofana 30 marca 2023)[120]
11. Powiat łukowski[121] (wycofana 20 marca 2023)[122]
12. Powiat mielecki[123][b] (wycofana 2 października 2023)[124][125]
13. Powiat puławski[126] (wycofana 29 marca 2023)[127][a]
14. Powiat rycki[128] (unieważniona 9 maja 2022 przez WSA)[92]
15. Powiat świdnicki (woj. lubelskie)[129] (wycofana 31 października 2023)[130]
16. Powiat tarnowski[131] (wycofana 29 czerwca 2023)[132]
17. Powiat włoszczowski[133] (wycofana 16 sierpnia 2023)[134][a]
18. Powiat zamojski[135] (wycofana 21 grudnia 2022)[136]

### Gminy
1. Gromnik[137] (wycofana 28 kwietnia 2023)[138]
2. Istebna[139] (unieważniona 14 lipca 2020 przez WSA[140], wyrok podtrzymany 28 czerwca 2022 przez NSA)[141][142]
3. Jordanów[143] (wycofana 31 stycznia 2023)[144]
4. Klwów[145] (unieważniona 15 lipca 2020 przez WSA[146], wyrok podtrzymany 28 czerwca 2022 przez NSA)[147]
5. Kraśnik[148] (wycofana 29 kwietnia 2021)[149]
6. Lipinki[150] (wycofana 29 maja 2023)[151]
7. Łososina Dolna[152] (wycofana 29 maja 2023)[153]
8. Niebylec[154] (unieważniona 29 marca 2022 przez WSA)[155]
9. Osiek[156] (unieważniona 11 września 2020 przez WSA[157], wyrok podtrzymany 28 czerwca 2022 przez NSA)[147]
10. Serniki[158] (unieważniona 6 sierpnia 2020 przez WSA[159], wyrok podtrzymany 28 czerwca 2022 przez NSA)[147]
11. Szerzyny[160][c] (wycofana 30 marca 2023)[161]
12. Trzebieszów[162] (wycofana 30 marca 2023)[23]
13. Tuchów[163] (wycofana 27 października 2021)[164]
14. Tuszów Narodowy[165] (RPO złożył skargę do WSA w lipcu 2023[166], wycofana 17 sierpnia 2023[167])
15. Urzędów[168] (wycofana 27 kwietnia 2023)[23]
16. Zakrzówek[169] (unieważniona 11 stycznia 2024 przez WSA)[166]
17. Skierniewice[170] (wycofana 16 lutego 2024)[171]

## Samorządowa Karta Praw Rodzin
Pozarządowa Fundacja Instytut na rzecz Kultury Prawnej Ordo Iuris przygotowała w marcu 2019 Samorządową Kartę Praw Rodzin, której współautorami oprócz niej są: Centrum Życia i Rodziny, CitizenGO Polska, Fundacja Mamy i Taty, Ruch 4 Marca, Stowarzyszenie Rodzin Wielodzietnych „Szczęśliwy Dom” w Gdańsku, Stowarzyszenie „Dar Życia”, Stowarzyszenie Pedagogów „Natan”, Stowarzyszenie Rodzice Chronią Dzieci. Dokument jest wzorem uchwały samorządowej, która może być przyjęta zarówno na szczeblu gminy, powiatu, jak i województwa. Karta zawiera bezpośrednie wytyczne, między innymi uniemożliwienie przeznaczania środków publicznych na projekty podważające zapisaną w konstytucji RP identyfikację małżeństwa, które w konserwatywnym rozumieniu art. 18 Konstytucji oznacza związek kobiety i mężczyzny, a także zrezygnowanie z usług i świadczeń przeznaczonych wyłącznie dla rodziców samotnie wychowujących dzieci. Przez twórców strony Atlas nienawiści przyjęcie przez samorząd tego dokumentu zostało zrównane z przyjęciem uchwały, deklaracji lub stanowiska dotyczącego tzw. ideologii LGBT. Choć dokument ma za zadanie chronić instytucję rodziny, nie uwzględnia rodzin osób LGBT.

### Województwa
- województwo łódzkie (uchwała zmodyfikowana 28 września 2021)

### Powiaty
- powiaty: nowotarski (uchwała uchylona 30 marca 2023)
- tatrzański (uchwała uchylona 29 lipca 2024)
- radomski (uchwała uchylona 17 października 2023)
- tarnowski (uchwała uchylona 27 czerwca 2023)
- białobrzeski (uchwała uchylona 7 września 2023)
- dębicki (uchwała uchylona 28 marca 2025)
- opoczyński (uchwała zmodyfikowana 26 września 2023)
- łańcucki (uchwała uchylona 24 kwietnia 2025)
- sztumski (uchwała uchylona 22 września 2020)
- przysuski (uchwała uchylona 16 października 2023)
- wieluński (uchwała uchylona 19 października 2023)
- rawski (uchwała uchylona 5 czerwca 2023)
- łowicki (uchwała zmodyfikowana 30 sierpnia 2023)
- radzyński (stanowisko Rady Powiatu zmienione 30 marca 2023)
- przasnyski (uchwała uchylona 25 października 2023)
- limanowski (uchwała uchylona 18 maja 2023)

### Gminy
- Krzynowłoga Mała (uchwała uchylona 17 lutego 2022)
- Bukowina Tatrzańska (rezolucja Rady Gminy unieważniona 29 maja 2023)
- Gromadka (uchwała uchylona 27 czerwca 2024)
- Żabno (uchwała uchylona 30 marca 2023)
- Odrzywół  (uchwała uchylona 22 listopada 2024)
- Jedlnia-Letnisko (uchwała uchylona 21 października 2024)
- Radzyń Podlaski (gmina) (uchwała uchylona 25 lipca 2023)
- miasto Opole Lubelskie (uchwała uchylona 26 kwietnia 2023)
- miasto  Kobyłka (uchwała uchylona 25 września 2023)
- miasto na prawach powiatu Nowy Sącz (uchwała uchylona 24 stycznia 2024)
- miasto Tomaszów Mazowiecki (uchwała uchylona 26 listopada 2020)
- miasto Rypin (uchwała uchylona 20 stycznia 2024)
- miasto  Stary Sącz (uchwała uchylona 30 listopada 2021)
- miasto Dębica (uchwała uchylona 26 marca 2025)
- miasto Wieluń (uchwała uchylona 26 października 2023)
- miasto na prawach powiatu Biała Podlaska (uchwała uchylona 29 listopada 2021)
- miasto Przasnysz (uchwała uchylona 8 listopada 2021)
- miasto Radzyń Podlaski (uchwała uchylona 27 maja 2024)

## Wpływ na mieszkanców LGBT
Według raportu Komisarza Praw Człowieka Rady Europy z grudnia 2020 roku:
Takie deklaracje i karty to nie tylko słowa spisane na papierze – mają one bezpośrednie przełożenie na życie osób LGBTI w Polsce. Komisarz zapoznała się z relacjami dotyczącymi „efektu mrożącego” takich dokumentów w stosunku do mieszkańców i instytucji, które coraz częściej nie chcą być kojarzone z działaniami związanymi z prawami człowieka osób LGBTI, obawiając się represji lub utraty środków publicznych. Komisarz dowiedziała się, że niektóre media relacjonujące przyjęcie takich dokumentów stały się przedmiotem działań prawnych, a w efekcie niektóre z nich zaczęły stosować autocenzurę. Komisarz ma również wiedzę o przypadkach, w których mieszkańcom LGBTI odmawiano obsługi w lokalnych przedsiębiorstwach (np. w aptece), a także o organizacjach, którym nie pozwolono na organizowanie wydarzeń podnoszących świadomość na temat osób LGBTI. Aktywiści działający na rzecz wypowiedzenia takich deklaracji również stali się przedmiotem zwodniczych pozwów składanych przez organy samorządowe lub konserwatywne organizacje, a także obiektem czarnej kampanii oskarżającej ich o kłamstwa w związku z wykorzystaniem przez nich kreatywnych narzędzi rzecznictwa, czemu przyświeca oczywista intencja zastraszenia ich lub uciszenia. Komisarz zapoznała się również z doniesieniami o ostracyzowaniu wielu osób LGBTI przez współmieszkańców. 

## Reakcje

### Poparcie
Do poparcia Samorządowej Karty Praw Rodzin namawiał ks. Przemysław Drąg, dyrektor Krajowego Ośrodka Duszpasterstwa Rodzin: „jako katolicy mamy obowiązek dbać o naszą małą ojczyznę, nie tylko przez modlitwę, ale przez konkretne działania na polu samorządowym”.
Partia PiS zachęcała do przyjęcia lokalnych deklaracji, a jej przedstawiciel Przemysław Czarnek wręczał medale w Lublinie lokalnym politykom, którzy poparli te deklaracje. W jednym z wywiadów Czarnek powiedział, że porównywanie osób homoseksualnych w Polsce i naszego sprzeciwu wobec ideologii LGBT do stref wolnych od Żydów to błazenada i działanie na szkodę państwa. Stwierdził też, że uchwały nie mają na celu nikogo dyskryminować, lecz sprzeciwiają się tzw. ideologii LGBT.
Prawicowi protestujący domagający się “stref wolnych od LGBT” otrzymali poparcie katolickiej hierarchii.
Robert Tekieli na łamach portalu Tysol, komentując słowa przedstawicieli polskiej opozycji na temat stref wolnych od LGBT stwierdził, że ideologia LGBT spełnia wszystkie zasady definicji ideologii i nazwał w nim osoby, które według niego, promowały na łamach dziejów tę ideologię oszustami, dając do zrozumienia, że popiera strefy wolne od ideologii LGBT.
Adwokat i szef Ordo Iuris Jerzy Kwaśniewski, w odpowiedzi na oskarżenia organizacji Akcja Demokracja pod adresem samorządów, które przyjęły wydaną przez Ordo Iuris Samorządową Kartę Praw Rodzin, stwierdził, że jest to manipulacja, gdyż w tym dokumencie nie pada nawet ani jedno słowo LGBT i ma na celu jedynie promowanie tradycyjnych wartości, oskarżając aktywistów LGBT o manipulację.

### Krytyka

#### Atlas nienawiści
W odpowiedzi na działania samorządów powstała oddolna inicjatywa, której celem jest gromadzenie informacji o przyjmowanych uchwałach oraz o działaniach lobbingowych w tym zakresie. Efektem tych działań jest strona internetowa atlasnienawisci.pl, na której prezentowane są zgromadzone informacje w postaci interaktywnej mapy, której towarzyszą szczegółowe tabele w arkuszu kalkulacyjnym. Twórcami Atlasu są aktywiści: Jakub Gawron, Paulina Pająk, Paweł Preneta i Kamil Maczuga. Jakub Gawron, Paulina Pająk i Paweł Preneta zostali pozwani za swoją działalność związaną z projektem Atlas nienawiści za naruszenie dóbr osobistych przez pięć samorządów, które przyjęły uchwały zaznaczone na mapie. Założyciele strony Atlas Nienawiści zostali we wrześniu 2020 nominowani do Nagrody Sacharowa.

#### Reakcje polityczne
Wielu polityków, mediów oraz działaczy na rzecz praw człowieka porównywało te deklaracje do nazistowskich deklaracji o obszarach będących judenfrei (wolne od Żydów). Włoska lewicowa gazeta „la Repubblica” nazwała to „koncepcją, która przywołuje na myśl określenie Judenfrei”. Dyrektor Kampanii Przeciw Homofobii Slava Melnyk zestawił te deklaracje z tymi z „1933 roku, kiedy to również istniały strefy wolne od określonych grup ludzi”.
Według ekspertyzy prawnej Polskiego Towarzystwa Prawa Antydyskryminacyjnego zaprezentowanej 19 lipca 2019 „przyjmowane przez niektóre sejmiki województw oraz rady gmin i powiatów uchwały przeciwko osobom LGBT+ rażąco naruszają szereg powszechnie obowiązujących w Polsce aktów prawa krajowego, unijnego oraz międzynarodowego. Choć uchwały nie tworzą bezpośrednio nowych praw ani obowiązków i mają rangę wyłącznie deklaracji politycznych, to ze względu na sprzeczność z art. 7 i 32 Konstytucji powinny zostać uznane za nieważne ze względu na naruszenie zasad legalizmu, praworządności i zakazu dyskryminacji”.
18 grudnia 2019 Parlament Europejski przyjął (463 głosy za, 107 przeciw) rezolucję w sprawie dyskryminacji osób LGBTI i nawoływania do nienawiści do nich w sferze publicznej, w tym stref wolnych od LGBTI wzywającą Polskę do potępienia dyskryminacji osób LGBTI oraz do unieważnienia uchwał samorządów o „strefach wolnych od ideologii LGBT” i inne uchwały uderzające w prawa osób LGBTI.
W lutym 2020 Lewica wystąpiła do organów europejskich, by zbadały uchwały anty-LGBT.
„Strefy wolne od ideologii LGBT” zostały również wymienione jako element „trwających i nasilających się prześladowań ludzi LGBTI w Polsce” w oświadczeniu prasowym agencji UNAIDS, działającej w ramach ONZ, wydanego w dniu 14 sierpnia 2020 w związku z zatrzymaniami uczestników protestu przeciwko zastosowaniu tymczasowego aresztu wobec aktywistki LGBT posługującej się pseudonimem „Margot”.

#### Działania Rzecznika Praw Obywatelskich
Rzecznik Praw Obywatelskich, Adam Bodnar, korzystając ze swoich uprawnień, skierował do pięciu wojewódzkich sądów administracyjnych skargi na wybrane uchwały rad gmin o przeciwdziałaniu „ideologii LGBT”. Skargi dotyczą uchwał gmin: Istebna (woj. śląskie), Lipinki (woj. małopolskie), Klwów (woj. mazowieckie), Serniki (woj. lubelskie), Niebylec (woj. podkarpackie). W ocenie Rzecznika akty te:
- są sprzeczne z konstytucyjną zasadą legalizmu, zgodnie z którą organy władzy publicznej działają na podstawie i w granicach prawa;
- stanowią władczą dyspozycję dla organów wykonawczych gminy i innych organów podległych, do której formułowania rady gmin nie miały prawa;
- dyskryminują osoby nieheteronormatywne i transpłciowe, wykluczając je ze wspólnoty samorządowej;
- ograniczają prawa i wolności mieszkańców gminy – ich prawo do życia prywatnego i rodzinnego, wolność wypowiedzi, prawo do nauki, prawo do nauczania oraz prawo do wychowania dzieci zgodnie z własnymi przekonaniami – w sposób bezprawny, gdyż ograniczenia tych praw i wolności mogą nastąpić tylko w ustawie.

W ocenie Rzecznika wszystkie uchwały (w tym określane jako stanowiska, deklaracje i inne formy wypowiedzi) organów władzy publicznej, które ingerują w prawa i wolności człowieka, zapowiadając „przeciwdziałanie ideologii LGBT”, są niezgodne z prawem, natomiast ze względów organizacyjnych wybrano na początek po jednej gminie dla każdego z województw. Prace nad kolejnymi skargami do sądów administracyjnych, w tym na uchwały organów stanowiących jednostek samorządowych innych szczebli (powiatu, województwa), są kontynuowane.
W marcu 2020 Rzecznik uzupełnił złożone skargi o dodatkowe zarzuty naruszenia prawa europejskiego, a także zaskarżył kolejne uchwały: Rady Miejskiej w Osieku (woj. świętokrzyskie), Rady Powiatu Ryckiego (woj. lubelskie), Rady Powiatu Tarnowskiego (woj. małopolskie) oraz Sejmiku Województwa Lubelskiego (woj. lubelskie).
23 czerwca 2020 Wojewódzki Sąd Administracyjny w Krakowie odrzucił skargę na uchwałę Rady Gminy Lipinki, stwierdzając, że zaskarżona uchwała nie została podjęta w sprawie z zakresu administracji publicznej, a tym samym nie może być przedmiotem kontroli sądu administracyjnego. Sąd nie badał zatem zasadności skargi pod względem merytorycznym – nie oceniał postawionych w skardze zarzutów, nie wypowiadał się na temat dyskryminującego charakteru uchwały i nie stwierdził czy jest lub nie jest ona zgodna z prawem. Identyczną decyzję ten sam sąd podjął 24 czerwca 2020 w sprawie skargi RPO na uchwałę Rady Powiatu Tarnowskiego. Rzecznik Praw Obywatelskich zaskarżył oba postanowienia WSA w Krakowie do Naczelnego Sądu Administracyjnego. NSA uwzględnił skargi kasacyjne RPO w tych sprawie i zwrócił sprawy do merytorycznego zbadania.
14 lipca 2020 Wojewódzki Sąd Administracyjny w Gliwicach uwzględnił wszystkie zarzuty skargi Rzecznika na uchwałę Rady Gminy Istebna i stwierdził jej nieważność, z kolei 15 lipca 2020 Wojewódzki Sąd Administracyjny w Warszawie, Delagatura w Radomiu, uwzględnił skargę Rzecznika na analogiczną uchwałę Rady Gminy Klwów, także ją unieważniając.
6 sierpnia 2020 Wojewódzki Sąd Administracyjny w Lublinie uwzględnił skargę Rzecznika Praw Obywatelskich i unieważnił uchwałę Rady Gminy Serniki o nazwie „Gmina Serniki wolna od ideologii LGBT”. W ustnym uzasadnieniu sąd stwierdził, że uchwała „posiada charakter władczy oraz ingeruje w prawa i wolności człowieka i obywatela”. Podobną argumentację przedstawił Wojewódzki Sąd Administracyjny w Kielcach, unieważniając uchwałę gminy Osiek.
8 września 2020 Wojewódzki Sąd Administracyjny w Rzeszowie odrzucił skargę Rzecznika Praw Obywatelskich na uchwałę Rady Gminy Niebylec. Postanowienie zostało zaskarżone do NSA, który w 2021 uwzględnił skargę kasacyjną i zwrócił mu sprawę do merytorycznego zbadania. Ponownie rozpatrując skargę RPO, WSA w Rzeszowie unieważnił uchwałę, stwierdzając, że wykracza ona poza zakres zadań i właściwość gminy. Wskazał ponadto, że kwestia osób LGBT jest kwestią ogólnopolską, a uchwała kreuje pozaustawowe zadanie Rady Gminy w postaci obrony przed „ideologią LGBT”, przy czym sąd uznał, że nie ma czegoś takiego jak ideologia (osób) LGBT, tak jak nie ma ideologii osób heteroseksualnych.
9 maja 2022 r. Wojewódzki Sąd Administracyjny w Lublinie unieważnił uchwałę Rady Powiatu w Rykach oraz uchwałę Sejmiku Województwa Lubelskiego.
28 czerwca 2022 r. NSA rozpatrzył pierwsze skargi kasacyjne na unieważnienie uchwał anty-LGBT przez wojewódzkie sądy administracyjne po skargach RPO. Sprawę z Sernik zbadał na rozprawie, a sprawy uchwał rad gmin w Istebnej, Osieku i Klwowie – na posiedzeniach niejawnych. W motywach ustnych wyroku NSA wskazał m.in., że „zaskarżona uchwała ingeruje w godność i życie prywatne tej grupy mieszkańców, które identyfikują się jako osoby LGBT. Niezależnie jakie były intencje radnych, społecznym skutkiem uchwały jest naruszenie godności, czci i dobrego imienia oraz ściśle związanego z tymi dobrami życia prywatnego określonej grupy mieszkańców”.
Pozostałe orzeczenia nie są prawomocne.

#### Projekt „Strefy wolne od LGBT”

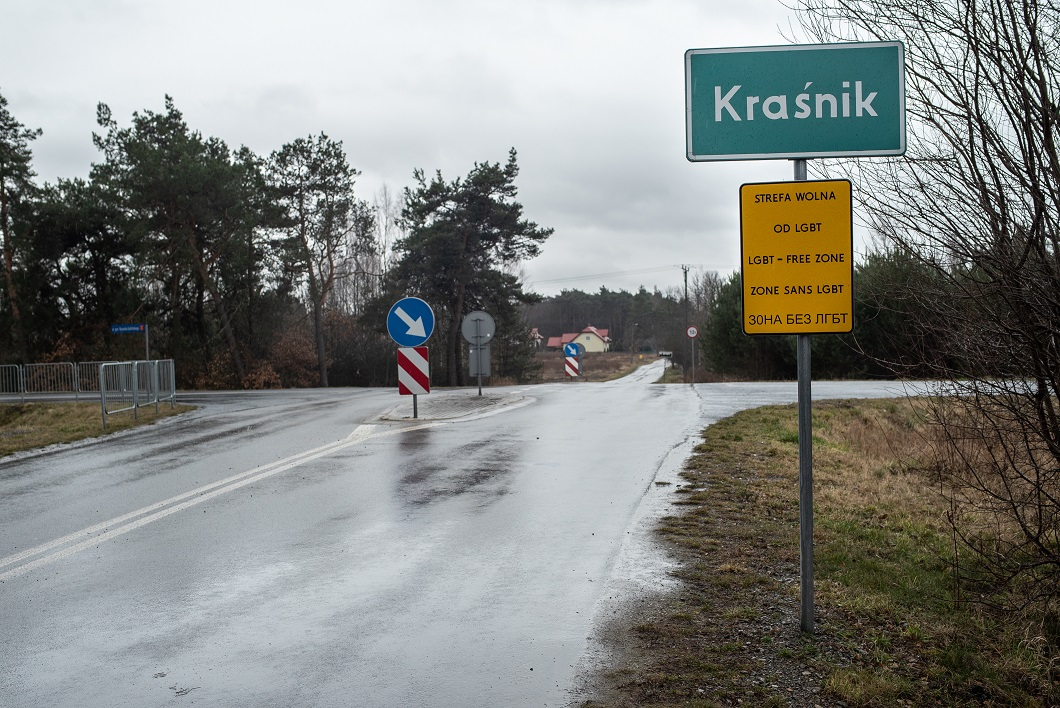
Jedno ze zdjęć zrobionych w ramach projektu „Stref wolnych od LGBT”

Działacz społeczny Bartosz Staszewski w odpowiedzi na dyskryminacyjne uchwały realizuje projekt fotograficzny, w ramach którego robi zdjęcia znaków oznaczających wjazd do miejscowości z dołączonym do nich, przygotowanym na potrzeby akcji, znakiem „Strefa wolna od LGBT” nawiązującym wyglądem do prawdziwych znaków drogowych. Zdjęcia były szeroko komentowane przez media tradycyjne na całym świecie.

### Zrywanie partnerstwa z polskimi samorządami
14 lutego 2020 francuska gmina Saint-Jean-de-Braye zerwała partnerstwo z gminą Tuchów jako odpowiedź na przyjęcie przez tuchowski samorząd uchwały o strefie wolnej od ideologii LGBT. Burmistrz Tuchowa, Magdalena Marszałek, stwierdziła: „Nie byłam inicjatorem i nie popierałam tej uchwały. Nie jestem zwolennikiem radykalnych działań w samorządzie. Inicjatywę uchwałodawczą podjęli radni Prawa i Sprawiedliwości”. Colette Martin-Chabbert, doradczyni mera gminy Saint-Jean-de-Braye ds. międzynarodowych określiła działania polskich samorządowców „lekceważeniem praw człowieka”. W uzasadnieniu przedstawiciele francuskiej gminy przywołali fakt, że w czasie II wojny światowej w departamencie Loiret mieściły się trzy miejsca internowania, a w obozie koncentracyjnym w Jargeau więziono Romów i osoby homoseksualne.
19 lutego 2020 redakcja OKO.press wysłała 52 listy do europejskich partnerów 13 polskich władz samorządowych, które przyjęły uchwały „Przeciwko ideologii LGBT”, w których nawołują do zerwania lub zawieszenia współpracy z tymi samorządami. 20 lutego francuska gmina Nogent-sur-Oise zawiesiła partnerstwo z gminą Kraśnik, a 28 lutego o zawieszeniu współpracy z Puławami poinformował mer Douai.
5 marca 2020 rada powiatowa Fermoy ogłosiła intencję zerwania współpracy z Nową Dębą.
17 maja 2020 burmistrz Schwerte poinformował o zawieszeniu partnerstwa z miastem Nowy Sącz.
Podobne kroki podjęły inne samorządy partnerskie, m.in. Weimar i Nieuwegein.

#### Apel o zachowanie współpracy
25 lutego 2020 redaktorka portalu Queer.pl Magda Dropek zasugerowała, że zachowanie współpracy i zaapelowanie do miast partnerskich o wsparcie, współpracę, szkolenia antydyskryminacyjne dla urzędników z samorządów z, jej zdaniem, homofobicznymi uchwałami, zaproszenie ich na wydarzenie, konferencję o prawach LGBT, przyjechanie do Polski, by okazać wsparcie społeczności LGBT mogłoby być lepszym rozwiązaniem sytuacji niż zrywanie współpracy.

### Utrata środków z funduszy Unii Europejskiej i Funduszy Norweskich
28 lipca 2020 komisarz UE ds. równości Helena Dalli poinformowała, że 6 wniosków o uzyskanie grantów w ramach działania „Partnerstwo Miast” programu Komisji Europejskiej „Europa dla Obywateli” zostało odrzuconych z powodu przyjęcia uchwał „o strefach wolnych od LGBT lub o prawach rodziny”. W pierwszej rundzie programu zakwalifikowano natomiast wnioski ośmiu innych jednostek samorządu terytorialnego w Polsce.
14 września 2020 norweska Minister Spraw Zagranicznych Ine Eriksen Soreide w pisemnej odpowiedzi na pytanie jednej z posłanek o przyznawanie funduszy samorządom, które przyjęły uchwały o „strefach wolnych od ideologii LGBT”, stwierdziła, że „Kraśnik i gminy z podobnymi deklaracjami nie otrzymały wsparcia projektowego w bieżącym okresie finansowania i nie otrzymają takiego wsparcia, dopóki te deklaracje będą ważne. Dotyczy to również wszystkich instytucji znajdujących się pod kontrolą władz miejskich”. Chodzi o fundusze Mechanizmu Finansowego Europejskiego Obszaru Gospodarczego, czyli tak zwane fundusze norweskie.
Na początku lutego 2021 r. ujawniono, że co najmniej 2 projekty, które zakwalifikowano do dofinansowania z funduszy norweskich są zagrożone. W przypadku projektu Szlak Karpacki, którego liderem było województwo podkarpackie, podjęto decyzję o nieprzyznaniu mu dofinansowania, natomiast w przypadku projektu „Utworzenie Muzeum Kultury Wilamowskiej w Wilamowicach – Budowa budynku Muzeum Kultury Wilamowskiej”, którego beneficjentem miała być m.in. Gmina Wilamowice, podjęto decyzję o zawieszeniu finasowania.
Zgodnie z Umową Partnerstwa dla realizacji Polityki Spójności 2021-2027 fundusze unijne muszą być przyznawane w zgodzie zasady równości szans i niedyskryminacji, w tym dostępności dla osób z niepełnosprawnościami, co oznacza m.in. że samorządy z uchwałami anty-LGBT nie mogą być beneficjentami takich funduszy. Przykładowo w Programie Fundusze Europejskie dla Lubelskiego 2021-2027 zawarto klauzulę: „Fundusze polityki spójności będą przyznawane wyłącznie projektom i beneficjentom, którzy przestrzegają przepisów antydyskryminacyjnych”, co wg Urzędu Marszałkowskiego Województwa Lubelskiego oznacza wyłączenie możliwości ubiegania się takiego samorządu o wsparcie dla projektów ze środków UE.

### Bojkot festiwalu w Zwierzyńcu
Wielu spodziewanych gości Letniej Akademii Filmowej w Zwierzyńcu zapowiedziało jej bojkot ze względu na przyjętą przez samorząd deklarację. Mieszkańcy Zwierzyńca przygotowali projekt uchwały w sprawie wycofania się przez Radę Miasta w Zwierzyńcu z przyjętego stanowiska.

### Propozycje tworzenia stref przyjaznych i wolnych od nienawiści
Wiceprezydent Wrocławia, Sebastian Lorenc, w reakcji na materiał brytyjskiej telewizji Channel 4 o „strefach wolnych od LGBT” w Polsce napisał na Twitterze, że ma ochotę zaproponować radzie miasta przyjęcie uchwały „Wrocław – strefa przyjazna LGBT”. Podobną propozycje w Wilamowicach zasugerował np. badacz języka wilamowickiego. Radni Poznania z partii Nowoczesna również zasugerowali uczynienie go miastem wolności i tolerancji.

### Zainteresowanie społeczności międzynarodowej sytuacją osób LGBT w Polsce
Przyjmowanie przez samorządy uchwał o tzw. strefach wolnych spotkało się też z zainteresowaniem mediów, które zwróciły uwagę na pogarszającą się sytuację osób LGBT w Polsce, np. BBC, CNN, Channel 4 oraz DW. Komisarz do spraw równości Helena Dalli wyraziła zaniepokojenie wysokim stopniem dyskryminacji osób LGBT+ w UE, przywołując między innymi przyjmowanie deklaracji o strefach wolnych od tzw. ideologii LGBTI, czy ataki na marsze równości.
W marcu 2020 pod Instytutem Polskim w Berlinie odbył się protest przeciw „strefom wolnym”.
BBC Radio 4 opublikował dokument na temat mobilizacji przeciw tzw. strefom wolnym ze strony społeczności LGBT w Polsce. Również londyńska organizacja Pride in London zaapelowała do sekretarza spraw zagranicznych odnośnie do interwencji ws. „ciągłego łamania praw LGBT+ w Polsce”.

### Propozycje wdrożenia w innych miejscach
W marcu 2020 radny z Karoliny Południowej zasugerował referendum, by uczynić hrabstwo Greenville, strefą wolną od LGBT podobną, zdaniem niektórych mediów, do polskich stref tego typu.